# Czech Sport Aircraft
Czech Sport Aircraft - CZAW (v preteklosti "Czech Aircraft Works") je češki. proizvajalec športnih letal.
Predhodno podjetje je bilo ustanovljeno v Kunovicah leta 1934, sprva so proizvajali jadralna letala. Leta 1936 se je to podjetje združilo v Avio. Med nemško okpucaijo med 2. svetovno vojno so popravljali letala Arado. Po 2. svetovni vojni so proizvajali letala kot so Let L-200 Morava, Zlín Z 37 in Aero L-29 Delfín. Od leta 1968 je podjetje del od Let Kunovice. 

## Letala
- CZAW Parrot
- CZAW SportCruiser - znan tudi kot PiperSport
- CZAW Mermaid
- Zenith STOL CH 701 - pod licenco